# Marstrands lägre allmänna läroverk
Marstrands lägre allmänna läroverk var ett läroverk i Marstrand verksamt från 1858 till 1907.

## Historia
Skolan föregicks av en trivialskola i staden från 1764.  Denna ombildades 1858 till en (lägre) elementarskola som 1879 ombildades till ett lägre allmänt läroverk.
Skolan upphörde 1907 och ersattes av en högre folkskola.